# Carré multimagique
En mathématiques, un carré p-multimagique, aussi appelé « carré satanique », est un carré magique qui reste magique même si tous ses nombres sont remplacés par leurs k-ième puissance 1 ≤ k ≤ p. Ainsi, un carré magique est bimagique s'il est 2-multimagique, et trimagique s'il est 3-multimagique.
Le premier carré 4-magique, d'ordre 512, fut construit en mai 2001 par André Viricel et Christian Boyer ; puis, un mois plus tard, en juin 2001, Viricel et Boyer présentèrent le premier carré 5-magique, d'ordre 1024. Ils ont aussi présenté un carré 4-magique d'ordre 256 en janvier 2003, et un autre carré 5-magique, d'ordre 729, fut construit en juin 2003 par le mathématicien chinois Li Wen.

## Exemples
{\displaystyle {\begin{bmatrix}5&31&35&60&57&34&8&30\\19&9&53&46&47&56&18&12\\16&22&42&39&52&61&27&1\\63&37&25&24&3&14&44&50\\26&4&64&49&38&43&13&23\\41&51&15&2&21&28&62&40\\54&48&20&11&10&17&55&45\\36&58&6&29&32&7&33&59\\\end{bmatrix}}}
Ce carré possède la constante magique 260. En élevant chaque nombre à la puissance deux, nous obtenons le carré suivant :
{\displaystyle {\begin{bmatrix}25&961&1225&3600&3249&1156&64&900\\361&81&2809&2116&2209&3136&324&144\\256&484&1764&1521&2704&3721&729&1\\3969&1369&625&576&9&196&1936&2500\\676&16&4096&2401&1444&1849&169&529\\1681&2601&225&4&441&784&3844&1600\\2916&2304&400&121&100&289&3025&2025\\1296&3364&36&841&1024&49&1089&3481\\\end{bmatrix}}}
C'est un autre carré magique qui a pour constante magique 11 180.